# El camino a casa (programa de televisión)
El camino a casa es un programa de entrevistas español producido por Atresmedia Televisión en colaboración con 7 y acción para su emisión en La Sexta. En él, el escritor, actor y director Albert Espinosa se traslada hasta la localidad natal de un invitado famoso para conocer sus orígenes. 

## Historia
La primera temporada se estrenó el 4 de mayo de 2023, finalizando el 8 de junio. Días previos a su última entrega, La Sexta anunció la renovación del formato por una segunda temporada, a pesar de sus discretos datos de audiencia.

## Formato
El formato está basado en el camino a casa que hacían las celebrities desde su colegio hasta la casa en la que vivían cuando eran unos niños, repasando sus mejores y sus peores momentos de aquella época. Rostros del mundo de la música, el cine, la televisión y el deporte acompañan al escritor en un viaje emocional en el que se dejan llevar por los sentimientos y la emoción.

## Audiencias

### Temporada 1 (2023)
| Programa | Invitado/a              | Localidad | Día de emisión | Audiencia      |
| -------- | ----------------------- | --------- | -------------- | -------------- |
| 1        | Jesulín de Ubrique      | Ubrique   | 04/05/2023     | 773 000 (6,3%) |
| 2        | Fernando Tejero         | Córdoba   | 11/05/2023     | 639 000 (5,4%) |
| 3        | Rosa López              | Granada   | 18/05/2023     | 514 000 (4,2%) |
| 4        | Luis Tosar              | Lugo      | 25/05/2023     | 525 000 (4,4%) |
| 5        | Pocholo Martínez-Bordiú | Marbella  | 01/06/2023     | 425 000 (3,7%) |
| 6        | Ana Peleteiro           | Ribeira   | 08/06/2023     | 413 000 (3,6%) |

### Temporada 2 (2024)
| Programa | Invitado/a              | Localidad                  | Día de emisión | Audiencia      |
| -------- | ----------------------- | -------------------------- | -------------- | -------------- |
| 7        | Máximo Huerta           | Buñol                      | 13/02/2024     | 590 000 (5,4%) |
| 8        | Roberto Leal            | Alcalá de Guadaira         | 20/02/2024     | 403 000 (3,8%) |
| 9        | Alaska                  | Madrid                     | 27/02/2024     | 462 000 (4,0%) |
| 10       | David Bustamante        | San Vicente de la Barquera | 05/03/2024     | 384 000 (3,5%) |
| 11       | Manuel Díaz El Cordobés | Córdoba                    | 12/03/2024     | 370 000 (3,5%) |
| 12       | Norma Duval             | Madrid                     | 19/03/2024     | 316 000 (3,1%) |

## Audiencia media

### El camino a casa: Temporadas
| Temporada                           | Programas | Fecha | Cadena   | Audiencia      |
| ----------------------------------- | --------- | ----- | -------- | -------------- |
| El camino a casa: Primera temporada | 6         | 2023  | La Sexta | 548 000 (4,6%) |
| El camino a casa: Segunda temporada | 6         | 2024  | La Sexta | 421 000 (3,9%) |